# 240 Vanadis
240 Vanadis è un asteroide della fascia principale del diametro medio di circa 103,9 km. Scoperto nel 1884, presenta un'orbita caratterizzata da un semiasse maggiore pari a 2,6646324 UA e da un'eccentricità di 0,2069015, inclinata di 2,10453° rispetto all'eclittica.
Il suo nome è dedicato a Vanadis, un altro nome con cui è nota Freyja, nella mitologia norrena la dea della fertilità.